# Comité national olympique et sportif du Cameroun
Le Comité national olympique et sportif du Cameroun, est le représentant du Cameroun au Comité international olympique (CIO). Il appartient à l'Association des comités nationaux olympiques d'Afrique et son président est le colonel Hamad Kalkaba Malboum.

## Historique
Le comité est fondé le 25 mai 1963 et est reconnu par le Comité international olympique le 21 octobre 1963.

## Présidents
Les présidents sont :
- de 1963 à 1972	: Ernest Wanko
- de 1972 à 1998	: René Essomba
- depuis 1998 : Hamad Kalkaba Malboum